# Rolf Hiorth-Schøyen
Rolf Hiorth-Schøyen, född 24 september 1887 i Kristiania, död där 16 mars 1932, var en norsk författare. Han var son till Wilhelm Schøyen och Sara Christine Boyesen. Han var bror till Thor Hiorth Schøyen. Han gifte sig 7 maj 1913 i Köpenhamn med skådespelerskan Ragnhild Wilkens Engebretsen.
Hiorth-Schøyen blev student 1896 och skrev diktsamlingar, noveller och dramatiska arbeten.